# トナディーコ
トナディーコ（イタリア語: Tonadico）は、イタリア共和国トレンティーノ＝アルト・アディジェ州トレント自治県プリミエーロ・サン・マルティーノ・ディ・カストロッツァにある分離集落（フラツィオーネ）。
かつては独立の自治体（コムーネ）であったが、2016年1月1日に近隣のフィエーラ・ディ・プリミエーロ、シロール、トランサックアと合併し、新自治体の一部となった。

## 地理

### 位置・広がり
トレント自治県北東部、ヴァッレ・ディ・プリミエーロに位置する集落。ヴァッレ・ディ・プリミエーロの中心集落であるフィエーラ・ディ・プリミエーロから、チズモン川 (it:Cismon) （ブレンタ川支流）を挟んで北東にある。県都トレントから東北東へ56kmの距離にある。

#### 隣接コムーネ
コムーネとしてのトナディーコは、以下のコムーネと隣接していた。括弧内のBLはベッルーノ県所属を示す。
- ファルカーデ (BL)
- モエーナ
- カナーレ・ダーゴルド (BL)
- タイボーン・アゴルディーノ (BL)
- プレダッツォ
- シロール
- ヴォルターゴ・アゴルディーノ (BL)
- ゴザルド (BL)
- サグロン・ミス
- トランサックア
- フィエーラ・ディ・プリミエーロ

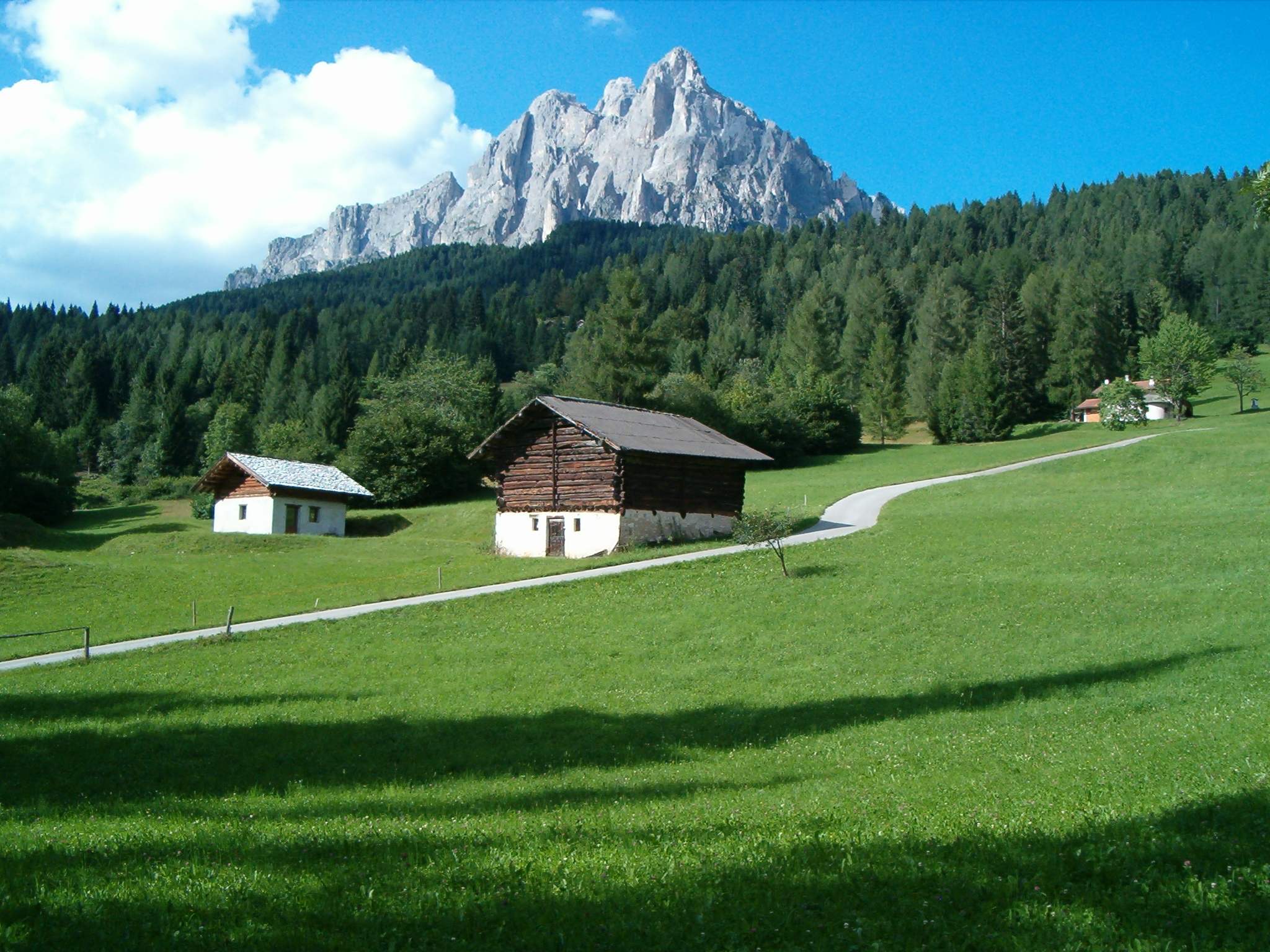
Baite (masi) in località Strine
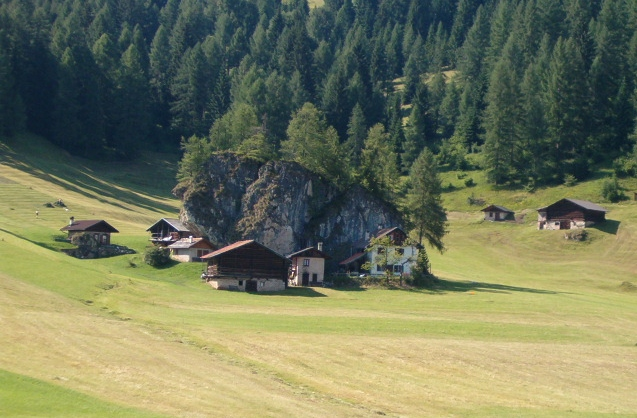
La conca prativa di Fosne in Val Canali

## 行政

### Comunità di valle

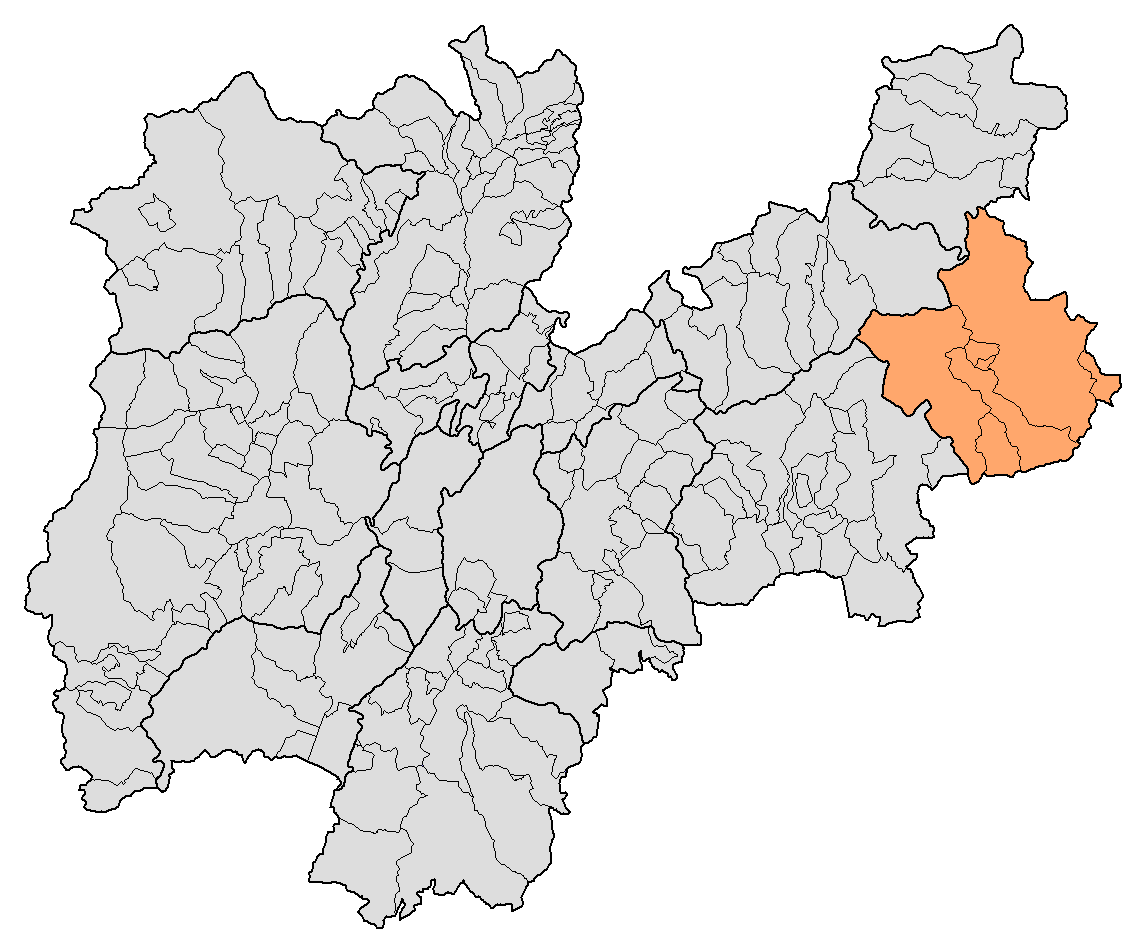
Comunità di Primiero

トレント自治県が設置した広域行政組織 Comunità di valle のひとつ「プリミエーロ」 (it:Comunità di Primiero)  の事務所所在地（Capoluogo）である。この地区には以下のコムーネが含まれていた。
- カナール・サン・ボーヴォ、フィエーラ・ディ・プリミエーロ*、イメール、メッツァーノ、サグロン・ミス、シロール*、トナディーコ*、トランサックア*

上記のうち「*」印のついたコムーネは2016年に合併し、「プリミエーロ・サン・マルティーノ・ディ・カストロッツァ」が発足した。

## 住民

### 言語
| 少数言語話者の割合（2011年） | 少数言語話者の割合（2011年） | 少数言語話者の割合（2011年） | 少数言語話者の割合（2011年） | 少数言語話者の割合（2011年） |
| ---------------------------- | ---------------------------- | ---------------------------- | ---------------------------- | ---------------------------- |
|                              |                              |                              |                              |                              |
| ラディン語                   | ラディン語                   |                              | 0.9%                         | 0.9%                         |
| モケーニ語                   | モケーニ語                   |                              | 0.0%                         | 0.0%                         |
| チンブロ語                   | チンブロ語                   |                              | 0.0%                         | 0.0%                         |

2011年10月9日に行われた国勢調査によれば、若干のラディン語話者がいる。